# 13554 Decleir
13554 Decleir este un asteroid din centura principală de asteroizi.

## Descriere
13554 Decleir este un asteroid din centura principală de asteroizi. A fost descoperit pe 8 mai 1992 la Observatorul La Silla de Henri Debehogne. Asteroidul prezintă o orbită caracterizată de o semiaxă mare de 2,76 ua, o excentricitate de 0,16 și o înclinație de 2,8° în raport cu ecliptica.